# Джакомо Де Мартіно (губернатор)
Джакомо Де Мартіно (італ. Giacomo De Martino, 21 вересня 1849, Лондон - 23 листопада 1921, Бенгазі) — італійський політик, губернатор низки італійських колоній.

## Біографія
Джакомо Де Мартіно народився 21 вересня 1849 року у Лондоні. Його батько, Джакомо Амброджо Де Мартіні, був політиком, міністром закордонних справ Королівства Обох Сицилій. Крім того, він був багатим підприємцем, завдяки цьому Джакомо зміг реалізувати свою пристрасть до подорожей. Він здійснив низку подорожей країнами Європи, Азії та Африки.
Згодом Джакомо Де Мартіно зацікавився політикою. У 1890 році він був обраний депутатом Парламенту Італії від Неаполя і переобирався на цю посаду ще 4 рази.
У 1896 році, після поразки Італії в битві при Адуа та зміни уряду, Джакомо Де Мартіно увійшов до складу уряду Антоніо Старабби заступником міністра праці. У 1901 році призначений заступником міністра закордонних справ. У 1905 році призначений Сенатором Італійського королівства.
З 1910 по 1916 рік Джакомо Де Мартіно був губернатором Італійського Сомалі, з 1916 по 1919 рік - губернатором Італійської Еритреї.
У 1919 році призначений губернатором Італійської Киренаїки. Залишався на цій посаді до своєї смерті 23 листопада 1923 року в Бенгазі.

## Нагороди
- Кавалер Великого хреста Ордена Святих Маврикія та Лазаря
- Офіцер Ордена Корони Італії